# اللحظة الحاضرة

## اللحظة الحاضرة

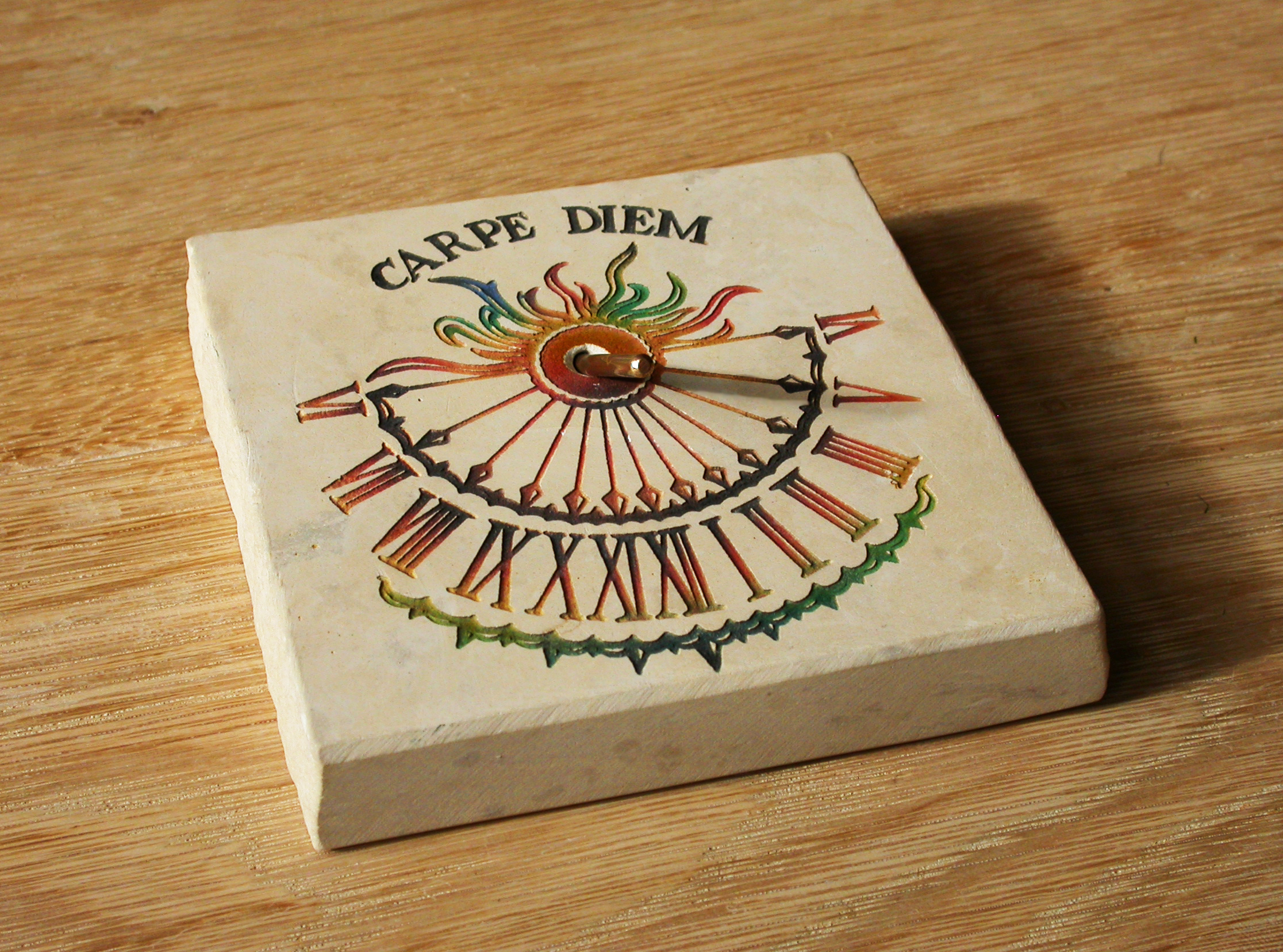
إنتهز الفرصة

تعد اللحظة الحاضرة (أو اللحظة الحالية) مفهوم قديم متعلق بفلسفة المكان والزمان، ومع حركات العصر الجديد تم تحديثها ودخلت مع اللغة الرائجة. نجد أيضًا عبارة «هنا وحالاً».
تأتي اللحظة الحالية بين الماضي والمستقبل. ويطلق عليها أيضاً اللحظة الراهنة. ستضمن عيش اللحظة حياة مرضية على خلاف«العيش بالماضي» أو «القلق بشأن المستقبل».
ومع ذلك شكك بعض الفلاسفة مثل هيغل في إمكانية عيش مثل هذه اللحظة.

## «عيش اللحظة» عبر التاريخ
من الفلسفة اليونانية (أبيقور) وصولاً إلى البوذية (انظر الوعي التام) من اكتشافات علم النفس
الإيجابي (نموذج التدفق لعالم النفس الأمريكي Mihaly Csikszentmihalyi)، أو العلاجات المعرفية، العلاج الغشتالتي، أو أسلوب Vittoz ، استفيد من عبارة «عيش اللحظة» في حل جميع المشاكل. لكن أحياناً حُملت هذه العبارة معانٍ مختلفة على مر التاريخ.

ديم كارب (أي انتهز الفرصة) هي عبارة باللغة اللاتينية ترجع إلى القرن الأول قبل الميلاد. عُرفت كواحدة من أوائل العبارات التي تمثل هذا المفهوم. مأخوذة هذه العبارة من قصيدة كتبها هوراس قال فيها: «اغتنم اليوم، ولا تفكر بالغد».

تزرع المسيحية فكرة اللحظة الحالية: كما ورد في إنجيل متى، أن طيور السماء لا تزرع ولا تحصد من أجل الطعام الله الذي يطعمها، لذلك عليك أن تأخذ العبرة من كل ثانيه تمر في حياتك، ويجب أن تقوم بذلك دون حمل هم الغد لأن الله الذي أطعمك اليوم قادر على أن يطعمك غداً.

كتب رونسار في  القرن السادس عشر، «في كتابه السوناتا لهيلين  بنفس الروح:» واقطفي منذ اليوم ورود
الحياة". قال هنري ديفيد ثورو، في القرن التاسع عشر: "عليك عيش اللحظة، وتصدي كل مشكلة، والإحساس بالخلود في كل لحظة".

كذلك نجد في مؤلفات الإمام ابن القيّم الفكرة التالية: «تقع حياتك الحاضرة بين الماضي والمستقبل. إذا أهدرت اللحظة الحاضرة، تكون أهدرت فرصة أن تكون من بين الأثرياء والذين سينجون».

تحتوي الكتابات البوذية أيضا على هذه الدعوة «عيش الحاضر» (انظر الوعي التام  من ثيت نات هانه).
و أيضاً كثيرا ما يستخدم المسيحيون هذا التعبير.

في السبعينيات، كانت تحتوي عبارة «عيش كل يوم في يومه»  نوع من الإهمال ولكن مع مفهوم  «التصرّف على الفور». الذي
أرتبط مع جماعة أطلق عليهم اسم الهيبيرز، وهم الذين يستمتعون بكل شيء محظور ولا يتبعون التقاليد، وأيضاً لا يقلقون بشأن المستقبل.
وفقًا لـ (Gilles Lipovetsky  جيل ليبوفتسكي): "منذ الثمانينيات والتسعينيات، وصل الجيل الثاني"للحاضريه ".
و لقد وصل إلى مرحلة من الاستهتار: أي من يعيش الحاضر يعيش في حالة من عدم الأمان ".  

## عش اللحظة
الماضي لم يعد موجوداً، والمستقبل لم يأتي بعد. إنما الحاضر فقط هو الموجود. يشير ألبير كامو في أشهر أعماله (Noces الأعراس) وتحديداً في المقال تحت عنوان «le désert الصحراء»  إلى أن الشيئين الوحيدين اللذين يتم منحهما لنا هما الجسد والحاضر، وأن رفضهما يعني رفض العيش.

تعني عبارة «عيش اللحظة» أن يكون الشخص حاضراً في جانبين وهما ذاته والواقع. يبدو أن عقولنا في تعارض مع الإحتماليات التي تحدث لنا من قبل النشاط المتواصل بين انطباعاتنا عن الماضي وخططنا للمستقبل، وبين تحيزاتنا تجاه بعض الأمور وتخوفنا في نفس الوقت. وبالتالي، هذه المسألة لا تلغي أهمية التفكير في الماضي والمستقبل، لأنه من الضروري بالنسبة لنا أن نفكر ونتحدث، لكن لم يعد الإتفاق مع تلك المسألة تماماً. لاشيء من الوجود الإنساني مرفوض لأن كل شيء يحدث في حاضر الفكر؛ و يكمن الاختلاف في النتائج من خلال إدراك المرء للأفكار.

يتمثل الوعي التام للحظة الحاضرة ببساطة من خلال ملاحظة الأشياء الجسدية والعقلية التي تتبادر للذهن. وهي خبيره بالجسد والعقل بكلتا مكوناتهما، بوعي أو بغير وعي، من أجل اصلاح وتنقية كل شيء. كما أنها تسمح باتخاذ «التراجع» أو «المواجهة» فيما يتعلق بالتدفق المستمر للأفكار.

كان كتاب إيكهارت تول في «قوة الآن» من أكثر الكتب مبيعًا على مستوى العالم منذ نشره، والذي يشير إلى مدى أهمية موضوع عيش اللحظة ويجسد قلق أجيال أواخر القرن العشرين وبداية القرن الحادي والعشرين.

## منتقدو «عيش اللحظة»
لكن هل بالفعل توجد اللحظة الحالية؟ ترى الفلسفة الوقت ككيان نفسي. وهو فقط بقدر وجوده. حاضر الماضي هي الذكريات. وحاضر المستقبل هو التوقع. وحاضر الحاضر هو الإدراك.
يؤكد هيجل، في كتابة «ظواهرية الروح»: «الآن لن يكون  بعد الآن». يبدو له أن هذه اللحظة لا يمكن أن نعيشها بعد الآن لأنها اختفت بالفعل أثناء وعينا لها.
قاعدة الحياة التي ترفض تصور المستقبل ألن تدين الرغبة في العودة إلى وجود حيواني يسعى فقط إلى إشباع الاحتياجات الأساسية؟
ألبرت بورلود: «الحاضر بمعناه الحالي هو الذي يفر منا ولا نلتقط منه إلا بضع لحظات، ويمكننا تمييّز التسلسل من طريقة النغمة، وذلك ككل، مما يعني تغلل الماضي في الحاضر»

## مقالات ذات صلة
- أخبار
- انتهز الفرصة
- التفكر
- المستقبل
- تأمل
- الماضي
- فلسفة المكان والزمان
- الوعي التام

- الحاضرية
- زمن
- زن